# Тормасов, Александр Геннадьевич
Александр Геннадьевич Тормасов (род. 14 мая 1964, Саратов) — учёный, преподаватель, руководитель. Доктор физико-математических наук (2008), профессор МФТИ, ex- зав. кафедрой теоретической и прикладной информатики МФТИ. С осени 2012 года по октябрь 2023 года — ректор АНО Университет Иннополис, с 1999 года успешно сотрудничает с рядом известных компаний по производству программного обеспечения, автор более 200 патентов в данном направлении.

## Научная биография
Окончил ФУПМ МФТИ в 1987 году. После выпуска начал трудиться в том же институте на должностях ассистента, с.н.с., старшего преподавателя, доцента, профессора, заведующего базовой кафедрой. В 1999 назначен начальником отдела перспективных разработок (Chief Scientist) SWsoft (позже Parallels). Сотрудничал также c Acronis, Runa Capital, Intel, Microsoft, Bellcore, C-DAC и др.
Докторская диссертация по направлению «Математическое моделирование средств управления ресурсами и данными в распределённых и виртуализованных средах» защищена в 2008 году.
В сентябре 2012 г. назначен ректором АНО «Университет Иннополис». В октябре 2013 г. возглавил российское отделение IEEE Computer Society. В октябре 2023 года начал работать в Constructor Group. C 2024 года adjunct professor Constructor University Bremen, adjunct professor Constructor Institute of Technology (Schaffhausen, Switzerland).

## Область научных интересов
- облачные вычисления и распределённые системы,
- технологии виртуализации и рекомпиляции,
- математическое моделирование ресурсов вычислительных систем,
- теория параллельного программирования и неблокирующих алгоритмов,
- высокопроизводительные вычисления на разделяемой памяти,
- технологии резервного копирования и управления данными,
- алгоритмы искусственного интеллекта,
- модели безопасности распределённых и виртуализованных систем.

## Основные научные результаты
А. Г. Тормасов вошёл в число ведущих мировых учёных, работающих в области виртуализации программного и аппаратного обеспечения. На основе его разработок создана новая отрасль ПО — «виртуализация операционных систем». Плодами этих и других его исследований ныне прямо или косвенно пользуются более 50 миллионов почтовых адресов и более 11 миллионов порталов сети Интернет.

## Основные научные труды и учебные пособия
А. Г. Тормасов обнародовал более 100 научных трудов (индекс Хирша по Google Scholar 45 на ноябрь 2024 г), в том числе

### Избранные статьи
- Тормасов А. Г., Петров И. Б., Холодов А. С. Об использовании гибридизированных сеточно-характеристических схем для численного решения трёхмерных задач динамики деформируемого твёрдого тела // Журнал вычислительной математики и матем. физ. — 1990. — т. 30, № 8. — с. 1237—1244.
- Тормасов А. Г., Петров И. Б. О численном решении пространственных задач соударения // Изв. АН СССР; сер. МТТ — 1990. — № 1 — с. 58-72.
- Иванов В. Д. , Петров И. Б., Тормасов А. Г., Холодов А. С., Пашутин Р. А. Сеточно-характеристический метод расчёта динамического деформирования на нерегулярных сетках // Матем. моделирование, 11:7 (1999), 118—127
- Тормасов А. Г., Хасин М. А., Пахомов Ю. И. Обеспечение отказоустойчивости в распределённых средах // Программирование — 2001. — № 5. — с. 26-34.
- Тормасов А. Г., Обернихин В. А. Схема контроля доступа для распределённой одноранговой файловой системы (TorFS). // Безопасность информационных технологий — 2005. — № 3. — с. 68-74.
- Тормасов А. Г. Модель потребления ресурсов вычислительной системой // Вестник НГУ. Серия: Инф. технологии — 2006. т. 4., вып. 1 — с. 63-72
- Тормасов А. Г., Заборовский Н. В. Моделирование многопоточного исполнения программы и метод статического анализа кода на предмет состояний гонки // Прикладная информатика, № 4 (34), 2011
- Alexander Tormasov, Anatoly Lysov, Emil Mazur. Distributed data storage systems: analysis, classification and choice // Труды ИСП РАН, 27:6 (2015), 225—252.

### Патенты
А. Г. Тормасов является автором и соавтором более 200 патентов США и других стран, в том числе:
- Tormasov A., Beloussov S., Protassov S. System and method of reliable distributed data storage with controlled redundancy // Патент — 2019. — № 10,235,240 (США) 31 p.
- Tormasov A., Lunev D., Beloussov S., Protassov S., Pudgorodsky Y. Hosting service providing platform system and method // Патент — 2006. — № 7,076,633 (США) 13 p.
- Tormasov A., Kuzkin M. Method and system for remote device access in virtual environment // Патент — 2014. — № 8,805,947 (США) — 13 p.
- Tormasov A., Beloussov, Protassov. System, method and computer program product for multi-level file-sharing by concurrent users // Патент — 2008. — № 7,328,225 (США) — 25 p.
- Tormasov A., Beloussov S., Tsypliaev M., Lyadvinsky M. System and method for online data migration // Патент — 2007. — № 7,281,104 (США) — 17 p.
- Tormasov A., Beloussov S., Protassov S., Pudgorodsky Y. Common template file system tree for virtual environments and virtual servers // Патент — 2007. — № 7,222,132 (США) — 6 p.